# Грушевського, 9
Житловий будинок № 9 (Будинок Порошенка) — наріжна будівля на вулиці Грушевського 9, розташована між Маріїнським парком і Микільською брамою Київської фортеці, поруч із двадцятиповерховим будинком, відомим як «Монстр на Грушевського» (№ 9-А).
Рішеннями виконавчого комітету Київської міської ради народних депутатів від № 159 від 27 січня 1970 року і № 49 від 21 січня 1986 року будівлю внесено до переліку пам'яток історії та архітектури місцевого значення (охоронний номер 185).
Будинок — зразок монументального класицизму 1930-х років.

## Історія будівлі

Зображення будинку на обкладинці часопису «Архітектура Радянської України»

Після перенесення столиці УСРР до Києва у 1934 році постало питання забезпечення житлом працівників Центрального Комітету Комуністичної партії більшовиків України. Місце під будівлю обрали на краю парку, навпроти Маріїнського палацу, де проводили засідання Всеукраїнського центрального виконкому. А поруч запланували звести будівлю майбутньої Верховної Ради. Житловий будинок звели 1935 року за проєктом архітектора Олексія Бекетова (1862—1941).
На першому поверсі розташована Бібліотека імені Остапа Вишні, а в наріжній частині — гастроном.
У будинку № 9 деякий час жив майбутній президент України Петро Порошенко. Відтоді споруду прозвали «Будинком Порошенка».

## Архітектура
П'ятиповерхова, цегляна, семисекційна будівля має дерев'яні перекриття і перегородки. У будинку розплановані дво-, три-, чотири- і п'ятикімнатні квартири.
Архітектурним акцентом виступає округлий наріжний об'єм з балконами. Від нього під кутом розходяться неоднакові крила. Наріжжя увінчує східчаста вежа зі шпилем.
Центральні осі фасадів крил підкреслені накладними величезними портиками. На них чітко виділяються елементи й деталі. Площину фасаду з боку вулиці Грушевського майже повністю займає портик, який надає монументальної урочистості будівлі. Фасад з боку парка прикрашений масштабною розкріповкою, фланкованою пілястрами. Фасади потиньковано теразитом.
Дворові фасади виконані у спрощеній формі. На сходові клітки ведуть входи з вулиці та з двору.

## Галерея

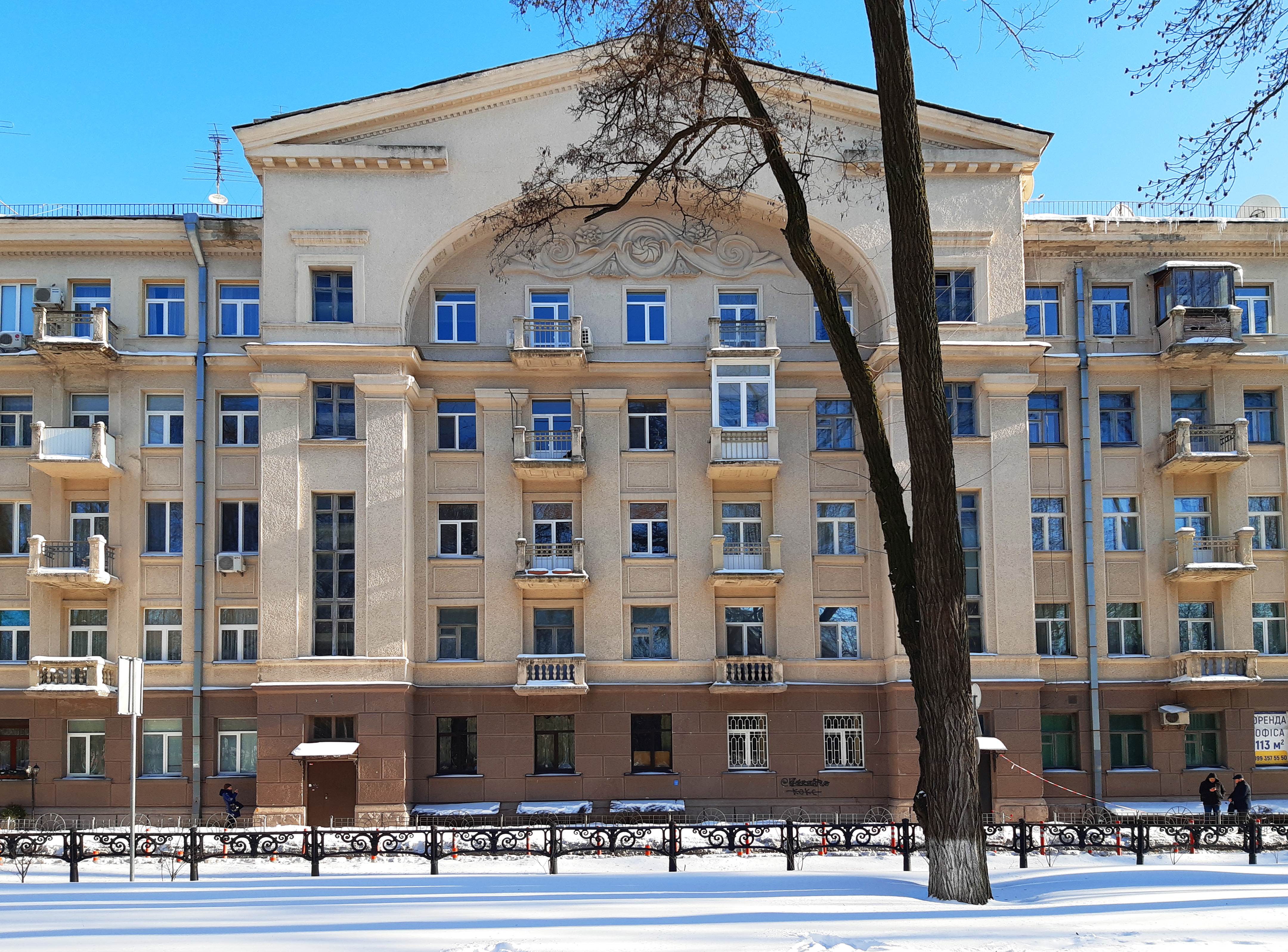
Фасад із боку парку
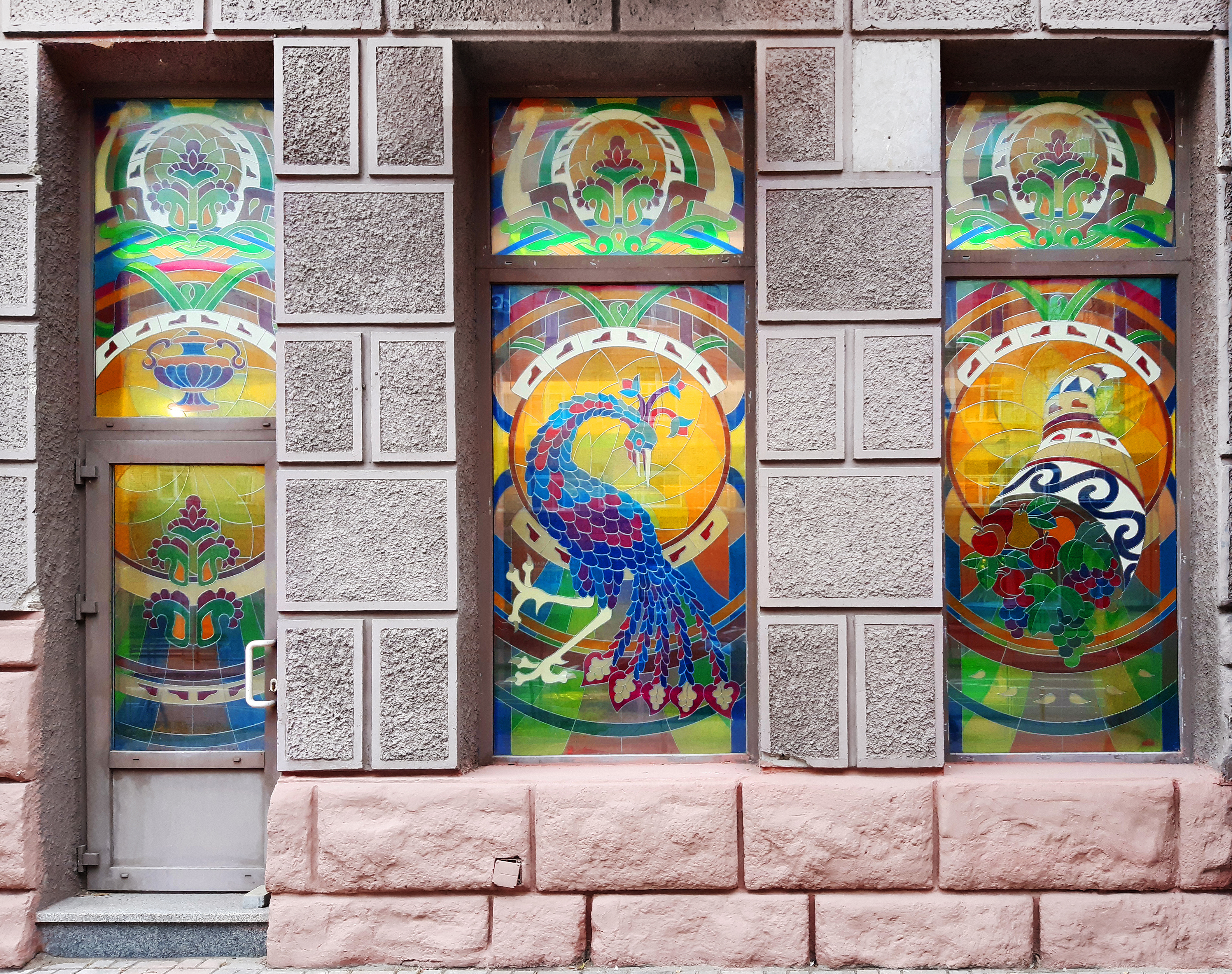
Вітраж гастроному
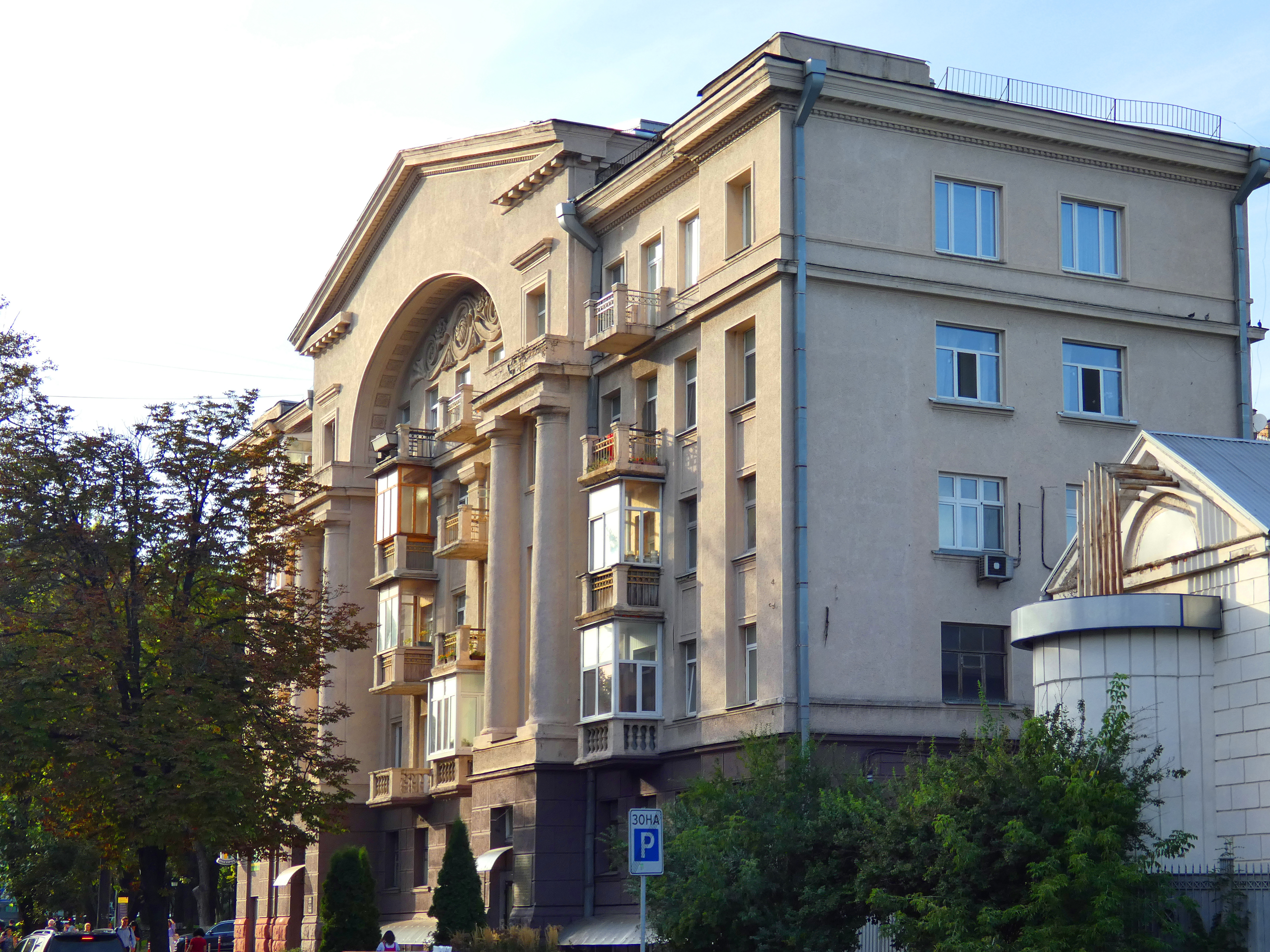
Південний фасад із портиком